# Gumpert Sportwagenmanufaktur
Die Gumpert Sportwagenmanufaktur GmbH war ein Sportwagenhersteller mit Sitz im thüringischen Altenburg.

## Geschichte

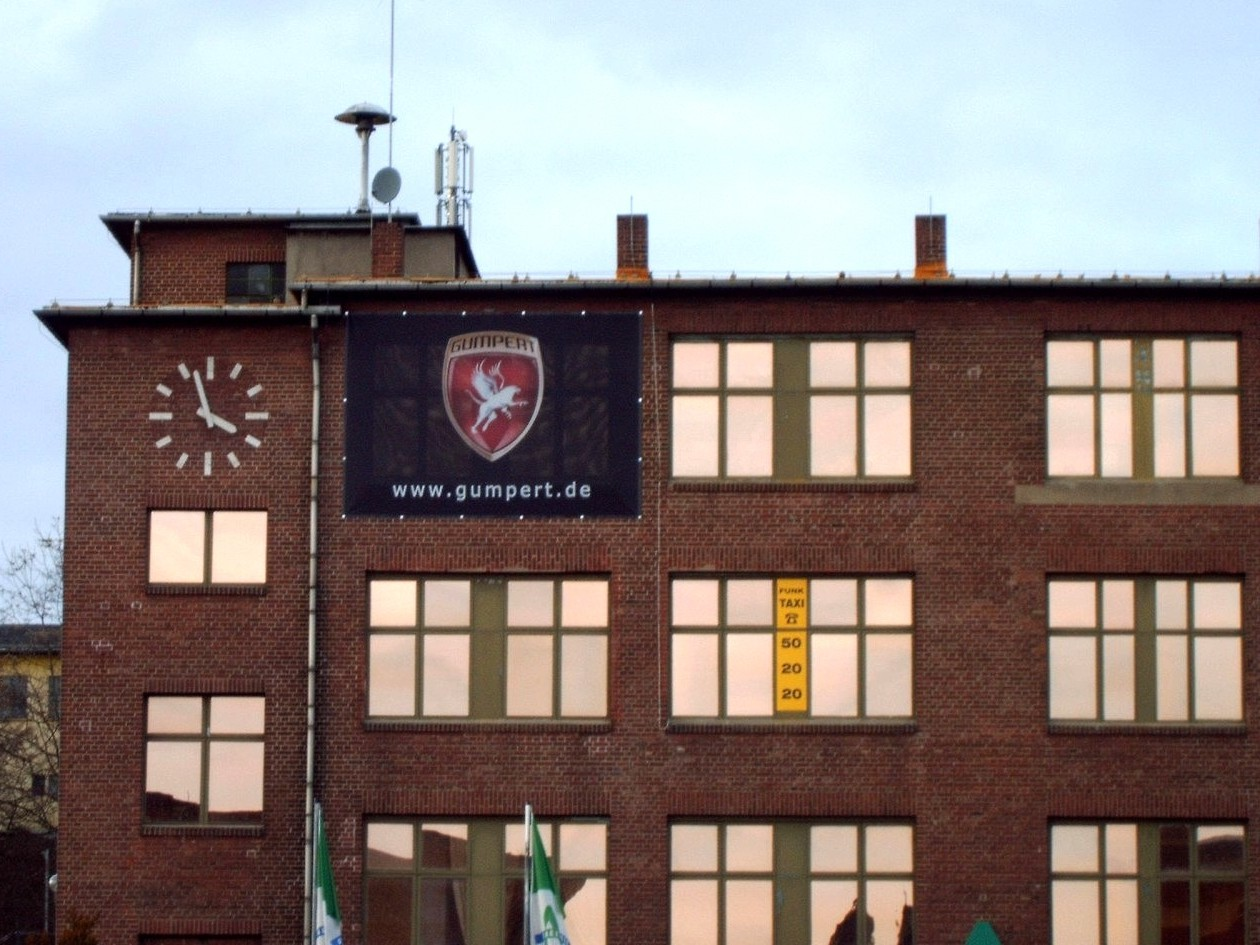
Gumpert Sportwagenmanufaktur in Altenburg

Die Manufaktur entstand durch die Zusammenarbeit des Autotuners MTM – Motoren Technik Mayer und des Rennwagenzulieferers Nitec Engineering. Ziel war es, einen Rennwagen für die Straße zu entwickeln. Das Projekt begann im Jahr 2002; Ende des Jahres gab es das erste Modell.
2003 übernahm der ehemalige Audi-Motorsport-Chef Roland Gumpert die Projektleitung, ein Jahr später wurde die GMG Sportwagenmanufaktur Altenburg gegründet. Die Produktion des ersten Serienfahrzeugs der Sportwagenmanufaktur sollte schon im Herbst 2004 anlaufen, jedoch gab es technische und finanzielle Probleme. Erst nachdem neue Partner gefunden und das Unternehmen in Gumpert Sportwagenmanufaktur umbenannt worden war, lief die Produktion des Apollo an. Zuerst lief der Verkauf ausschließlich über den Hauptsitz in Altenburg, ab 2007 stellt man das Konzept um und baute seitdem ein Händlernetz auf.
Im Jahr 2011 stellte die Sportwagenmanufaktur den Gumpert Tornante auf dem Genfer Auto-Salon vor. Das Konzeptfahrzeug sollte als Grundlage für ein weiteres Modell neben dem Apollo dienen. Der Produktionsstart war für 2012 geplant, die Entwicklung wurde jedoch eingestellt, nachdem nicht die gewünschte Kundenresonanz eingetreten war.
Im August 2012 meldete die Firma beim Amtsgericht Gera Insolvenz an. Das Insolvenzverfahren wurde am 16. Oktober 2012 eröffnet. Neue Investoren fanden sich 2013 und am 20. Februar 2013 wurde die Nachfolgegesellschaft GSM Gumpert Sportwagenmanufaktur gegründet. Der Kauf musste aber rückabgewickelt werden, da die Investoren das benötigte Geld nicht aufbringen konnten.
Dadurch bestanden zwei Unternehmen mit identischen Namen gleichzeitig. Während bei Gumpert weiterhin das Insolvenzverfahren lief und sogar die Produktion im Juni 2013 eingestellt werden musste, entwickelte die GSM Gumpert unter der Leitung von Roland Gumpert den Gumpert Explosion. Zum Genfer Auto-Salon 2014 präsentierten beide Firmen unter der Marke Gumpert das neue Modell. Auch wurde bekannt gegeben, dass die Produktion des Apollo in Altenburg nach einem Facelift des Wagens wieder anlaufen sollte; Marketingchef Harald Schlegel äußerte sich auf der Messe, dass der Gumpert Tornante 2015 ebenfalls produziert werden sollte.
Jedoch gab am 21. März 2014 der Insolvenzverwalter Görge Scheid den Verkauf der Gumpert Sportwagenmanufaktur und deren Rechte an den Modellen Apollo und Tornante an einen ausländischen Investor bekannt. Damit trennten sich die Wege der beiden Unternehmen. Zudem war es das Ende der Sportwagenproduktion in Altenburg, da der Investor eine Verlegung des Hauptsitzes und der Produktion von Gumpert beabsichtigte und auch die GSM Gumpert ankündigte, dass der Explosion ab 2014 in Neustadt an der Donau unter der Marke GSM Gumpert produziert werden sollte. Bei beiden Firmen lief die Produktion aber nie an, stattdessen wurde Ende 2015 bekannt, dass ein Investor aus Hongkong die Rechte an der Sportwagenmanufaktur gekauft hatte.

### Nachfolgegesellschaften
Das chinesische Konsortium Ideal Team Venture, das die Rechte gekauft hatte, gründete daraufhin die Apollo Automobil Ltd. mit Sitz in Hongkong und die deutsche Tochtergesellschaft Apollo Automobil GmbH mit Sitz im oberbayerischen Denkendorf, deren Geschäftsführer Roland Gumpert wurde. Damit verschwand die Marke Gumpert, der Gumpert Apollo sollte nun unter dem Namen Apollo N verkauft werden. Ursprünglich sollte die Produktion des Apollos auch 2016 wieder anlaufen. Auf dem Genfer Auto-Salon 2016 wurde zudem der neue Supersportwagen Apollo Arrow präsentiert. Im selben Jahr verließ jedoch Roland Gumpert das Unternehmen und der Start der Produktion des Arrows und Apollo N wurden auf Eis gelegt. Stattdessen stellte das Unternehmen im Oktober 2017 den Apollo IE vor. Dieser wurde im Auftrag von Apollo Automobil von dem italienischen Unternehmen Manifattura Automobili Torino entwickelt und gebaut. Zukünftig soll der Apollo IE von der HWA AG in Affalterbach gebaut werden.
Währenddessen gründete Roland Gumpert zusammen mit dem chinesischen Investor Aiways die Gumpert Aiways Automobile GmbH, deren Sitz in Ingolstadt ist. Der Name Roland Gumpert fungiert als Dachmarke des Unternehmens. Das Unternehmen konzentriert sich seitdem auf die Entwicklung von Sportwagen mit alternativen Antriebstechnologien, wie dem 2018 auf der Beijing Auto Show vorgestellten RG Nathalie mit Methanolbrennstoffzellen-Technologie. 2022 erprobte Gumpert die Technik in einem Lieferwagen.

## Motorsport

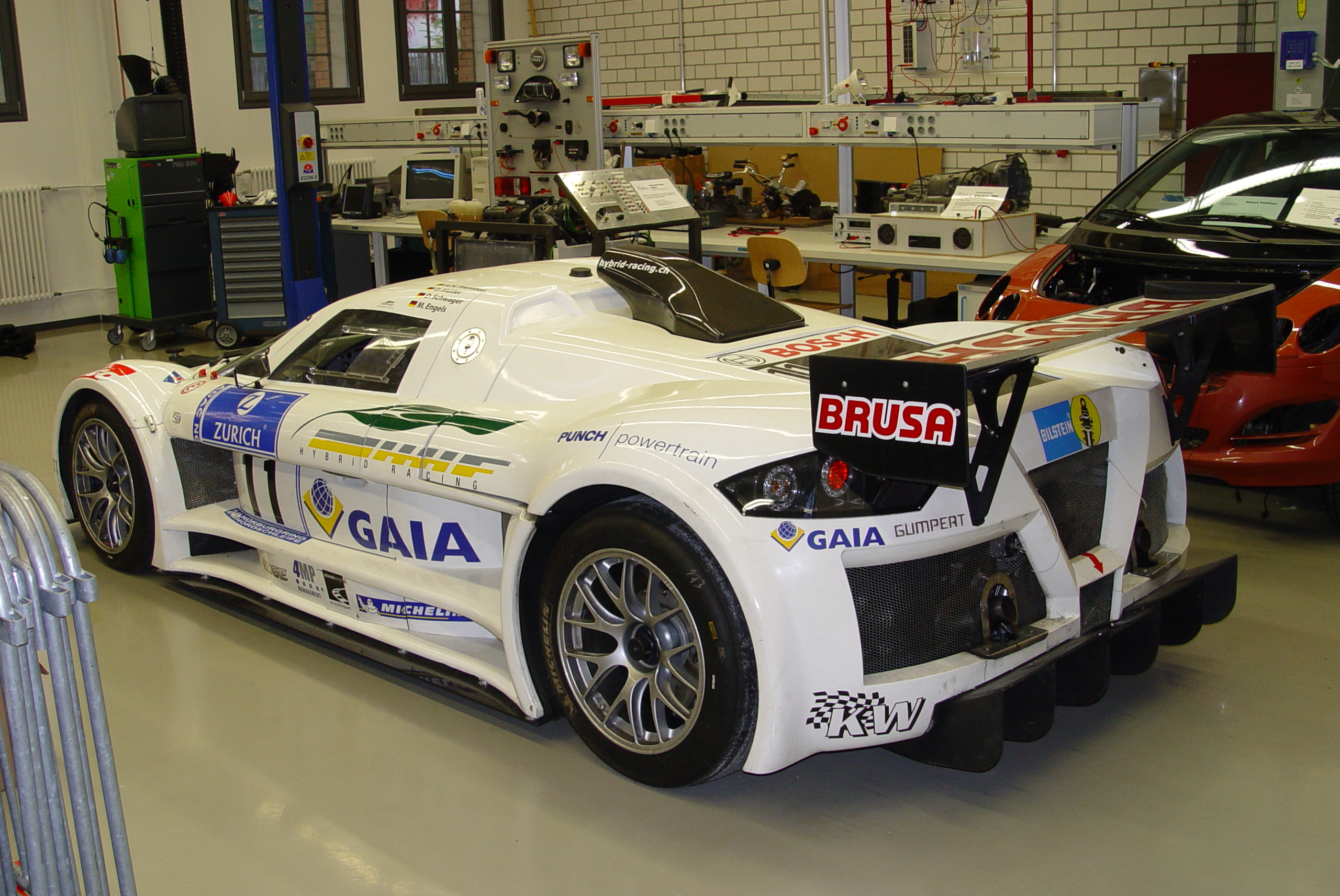
Gumpert Hybrid

Schon während der Entwicklungsarbeiten fuhr ein Prototyp des Apollos im März 2004 beim Divinol-Cup auf dem Hockenheimring auf Anhieb auf Platz drei.
Zum 24-Stunden-Rennen auf dem Nürburgring 2006 gingen Heinz-Harald Frentzen, Dirk Müller, Marcel Engels und Dominik Schwager mit einem Apollo an den Start. Als Motor kam ein neu entwickelter Hybridmotor zum Einsatz. Neben einem 5,8-Liter-V8-Biturbo mit 382 kW (520 PS) besaß der Apollo noch einen 100-kW-Elektromotor. Allerdings hatte das Fahrzeug das gesamte Rennen über mit Getriebeproblemen im konventionellen Verbrennungssegment zu kämpfen und wurde nur durch den Elektromotor noch im Rennen gehalten. Er erreichte durch den Einbau zweier Ersatzgetriebe zwar die Zielflagge, kam jedoch nicht mehr in die Wertung.
Ziel der Gumpert Sportwagenmanufaktur war eine Teilnahme am 24-Stunden-Rennen von Le Mans.

## Standort

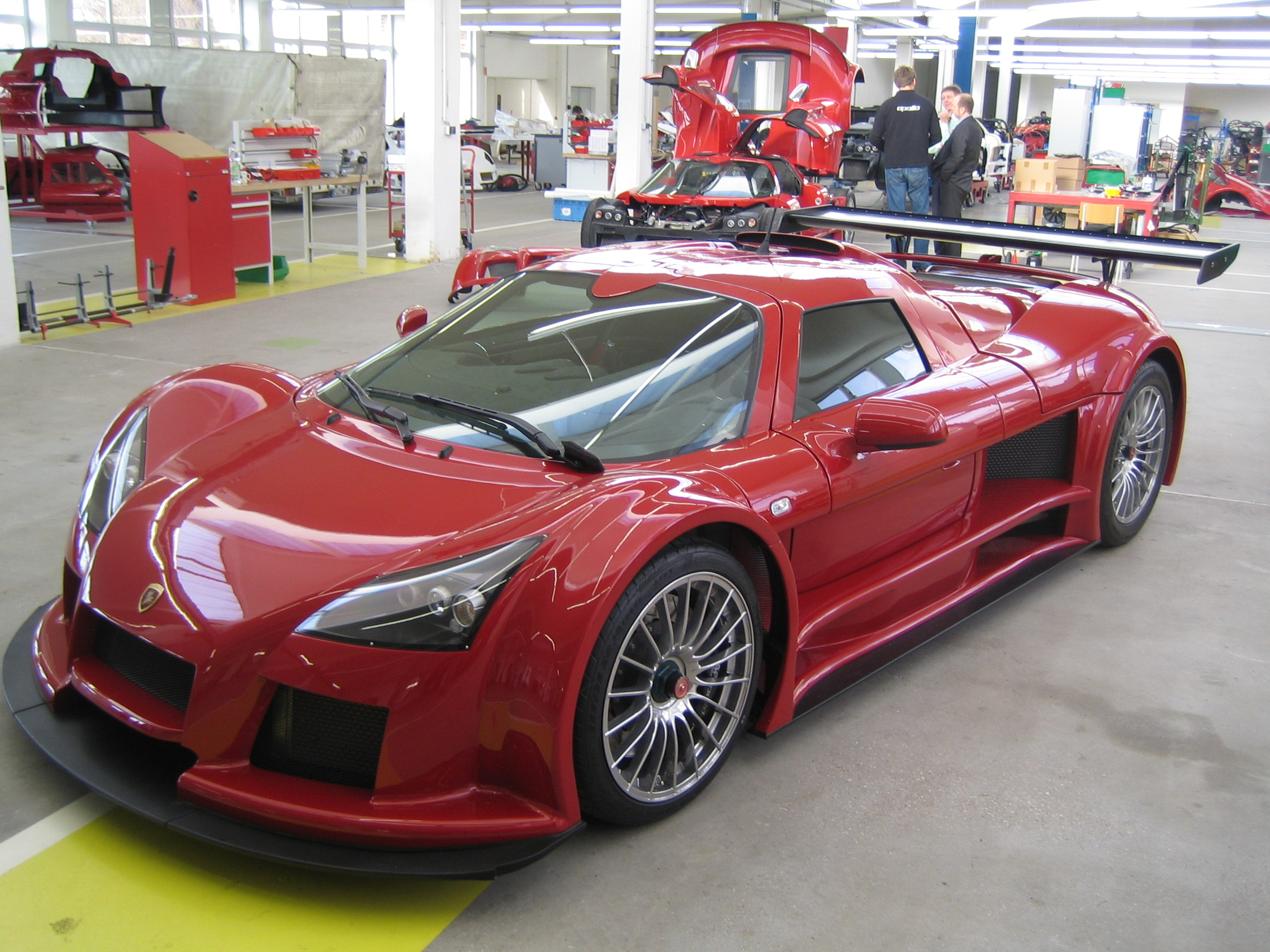
Produktionsstraße

In Altenburg befand sich sowohl der Firmensitz als auch die Produktionsstätte des Apollo. Die Sportwagenmanufaktur lag in einem Teil einer ehemaligen Nähmaschinenfabrik im Gewerbepark Alte Fabrik. Im ersten Stock des Gebäudes war die Produktion angesiedelt. Das war möglich, weil das Gebäude an einem Hang steht und somit der erste Stock an der Rückseite des Gebäudes ebenerdig ist. Die Produktionsstraße wurde für ca. 60 Fahrzeuge pro Jahr ausgelegt. Viele Teile des Apollo wurden von Zulieferfirmen vorgefertigt. In Altenburg wurde der Gitterrohrrahmen hergestellt und alle Teile endmontiert. Testfahrten des Apollo wurden auf dem Leipzig-Altenburg Airport durchgeführt. In Ingolstadt befand sich zudem eine Niederlassung der Sportwagenmanufaktur.

## Emblem
Das Emblem zeigt einen weißen Greif auf rotem Hintergrund. Der Greif verbindet laut Gumpert die Schnelligkeit des Adlers und die Stärke des Löwen, Eigenschaften, die auch mit dem Sportwagen in Verbindung gebracht werden sollen. Das Ganze wird von einem goldenen Rand umrahmt, an dessen Oberseite sich der Name Gumpert befindet. Beim ersten Prototyp wurde das Emblem noch in einer anderen Farbgebung gehalten. So war der Greif gelb und befand sich auf einem dunkelgrünen Hintergrund. Die Umrahmung hatte das gleiche Gelb wie der Greif.

## Modelle
| Bauzeit   | Baureihe          | Anmerkung       | Bild              |
| --------- | ----------------- | --------------- | ----------------- |
| 2005–2013 | Gumpert Apollo    |                 | Gumpert Apollo    |
| 2012      | Gumpert Tornante  | Konzeptfahrzeug | Gumpert Tornante  |
| 2014      | Gumpert Explosion | Konzeptfahrzeug | Gumpert Explosion |